# Islote de San Andrés
Islote de San Andrés este o arie protejată (arie specială de conservare — SAC, sit de importanță comunitară — SCI) din Spania întinsă pe o suprafață de 41,78 ha, integral pe uscat.

## Localizare
Centrul sitului Islote de San Andrés este situat la coordonatele 36°59′35″N 1°53′09″W / 36.9931°N 1.8857°V.

## Înființare
Situl Islote de San Andrés a fost declarat sit de importanță comunitară în ianuarie 2001 pentru a proteja 1 specie de animale. Situl a fost protejat și ca arie specială de conservare în august 2015.

## Biodiversitate
Situată în ecoregiunile marină mediteraneană și mediteraneană, aria protejată conține 2 habitate naturale: Straturi cu Posidonia (Posidonion oceanicae), Recifuri.
La baza desemnării sitului se află o specie protejată de  păsări: Larus michahellis.
Pe lângă speciile protejate, pe teritoriul sitului au mai fost identificate 6 specii de plante, 18 specii de nevertebrate.